# Cheesman Park
Pour les articles homonymes, voir Cheesman.

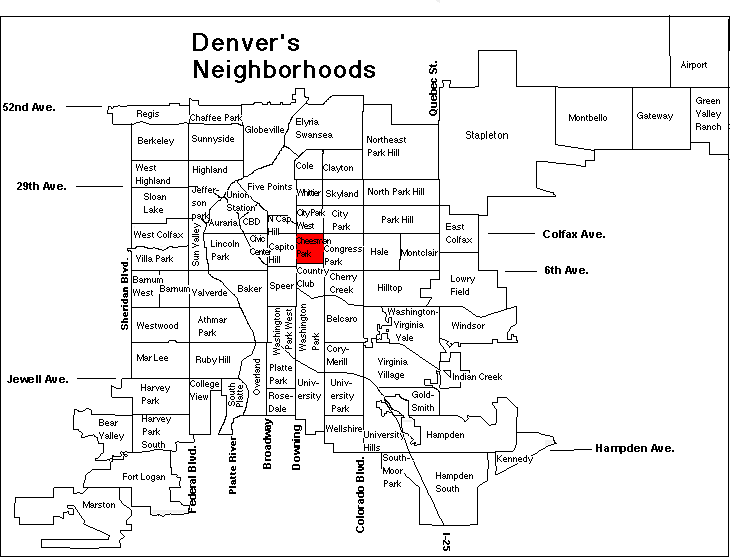
Cheesman Park en rouge sur la carte des quartiers.

Cheesman Park est un quartier et un parc au centre de la ville de Denver dans le Colorado.
Les limites du quartier sont la Colfax Avenue au nord, la huitième avenue au sud, la York Street à l'est et la Downing Street à l'ouest. La partie plus commerciale du quartier se situe au nord près de la Colfax Avenue.

## Histoire

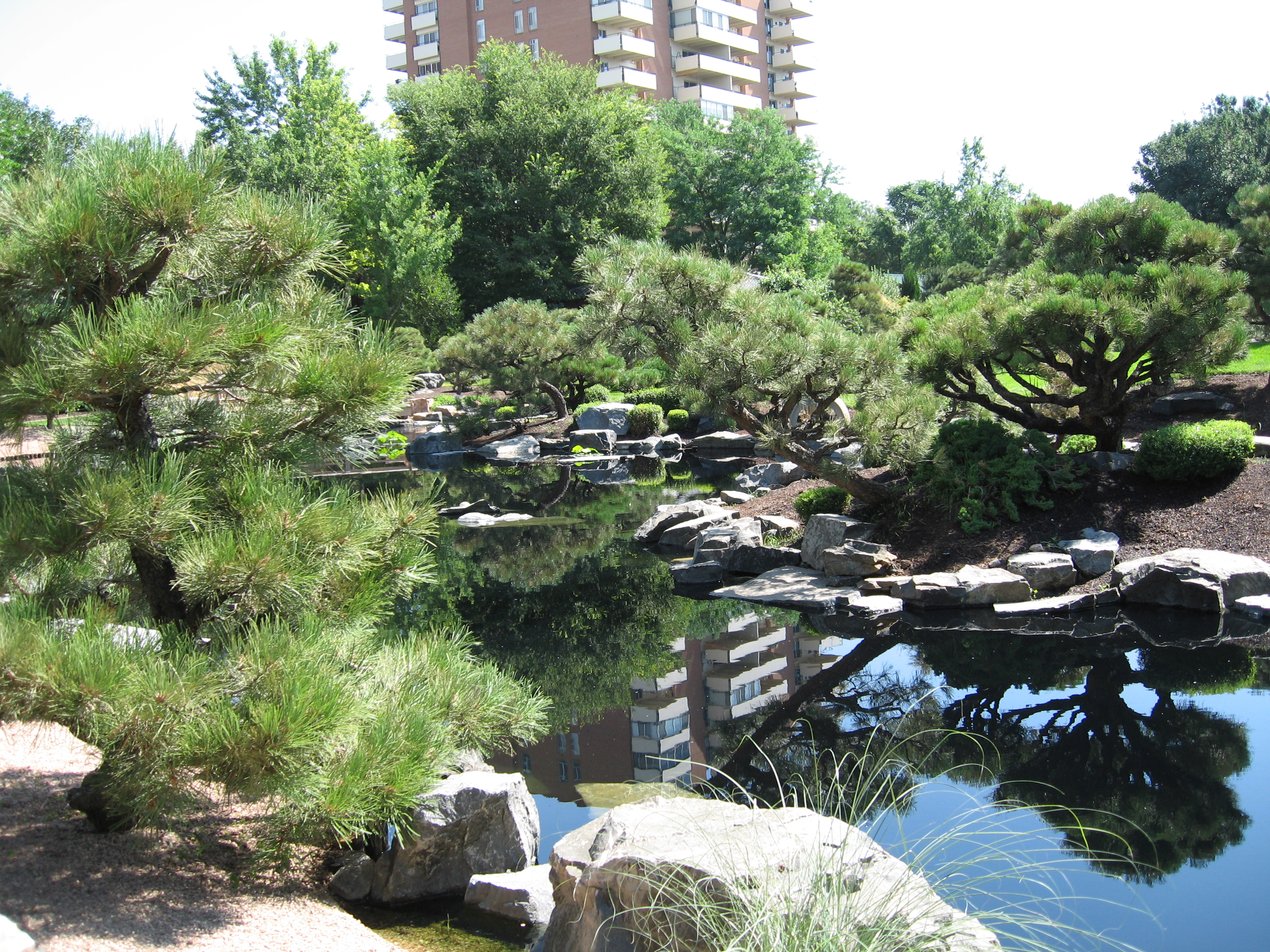
Jardin japonais du jardin botanique de Denver situé dans le Cheesman Park.

À la fin du XIXe siècle, les terrains qui sont aujourd'hui le Cheesman Park étaient occupés par le cimetière de Prospect Hill. Ces terrains ont également été remplacés par le jardin botanique de Denver et le Congress Park plus à l'est. Le cimetière, longtemps à l'abandon, fut converti en parc en 1907 pour attirer des habitants à proximité et fut renommé Cheesman Park  en hommage à un pionnier de Denver dénommé Walter Cheesman. Sa famille offrit un pavillon de style néo-classique à la cité peu après sa mort.
L'architecte paysagiste de Denver, d'origine allemande, Reinhard Schuetze conçut le plan initial du parc. Le parc avait alors un sentier en forme de 8, le pavillon, un bassin et une pelouse centrale garnie d'arbres. Schuetze décéda en 1910 avant la fin de la conception du parc mais Saco Rienk DeBoer termina les travaux en gardant les idées de Schuetze.
Le quartier du Cheesman Park est un des plus anciens de Denver avec des lieux datant de 1868 et fut annexé par Denver en 1883. En 1915, après que le parc fut achevé, de nombreuses grandes habitations furent construites pour des habitants riches de la ville. Depuis les années 1930, les habitations ont peu à peu étaient remplacées par des buildings à appartements.

## Démographie
La population du quartier était composée de 8 439 habitants en 2006. 79 % de la population est de race blanche et le revenu moyen d'un ménage est de 53 000 $. Les habitations sont composées d'appartements et d'anciennes maisons restaurées. Seulement environ 25 % des résidents sont propriétaires de leurs logements. Le prix moyen d'une habitation est de 558 945$ ce qui est bien plus important que les prix moyens de la ville. Le taux de criminalité est dans la moyenne du reste de la ville.